# Tumblelog
Un tumblelog o tlog es una variante menos estructurada de un blog muy ligada al microblogging. Contienen pensamientos al azar, enlaces, imágenes y otro contenido, sin una temática definida excepto el hecho de que está realizado por un mismo autor. Cuando solamente contiene enlaces recibe el nombre de linklog. 

Un tumblelog es un flujo de conciencia improvisado, un poco al estilo de las listas de enlaces de los linklog pero con más cosas además de enlaces. Me recuerdan a un antiguo estilo de blogs, en la época en que la gente los hacía a mano, antes de que Movable Type obligara a poner los títulos de los posteos, las entradas de los blogs se convirtieran en pequeños artículos de revistas, y los posteos pertenecieran a una conversación distribuida a través de toda la blogosfera. Robot Wisdom y Bifurcated Rivets son dos weblogs de un estilo más antiguo, que se parecen mucho a estos tumblelogs con mínimos comentarios, muy poca charla entre blogs, el mínimo suspiro de un algo terminado y publicado, casi pura edición... realmente sólo una forma de publicar rápidamente las "cosas" con las que te encuentras cada día en la web.
Jason Kottke

Un tumblelog también tiene algo de esbozo, de apunte, de idea. Son las semillas de futuros post en un blog convencional, una especie de cuaderno de notas breves y personales que no admite comentarios ni intromisiones a pesar de ser público.